# Ciclismo nos Jogos Pan-Americanos de 2019 - Estrada contra o relógio masculino
A competição da estrada contra o relógio masculino foi um dos eventos do ciclismo nos Jogos Pan-Americanos de 2019, em Lima. Foi disputada nas ruas do Circuito San Miguel no dia 7 de agosto.

## Calendário
Horário local (UTC-5).
| Data        | Horário | Fase  |
| ----------- | ------- | ----- |
| 7 de agosto | 12:15   | Final |

## Medalhistas
| Ouro   | COL Daniel Poveda |
| Prata  | BRA Magno Nazaret |
| Bronze | CHI José Aguilar  |

## Resultados
| Colocação         | Ciclista              | Nacionalidade         | Tempo    |
| ----------------- | --------------------- | --------------------- | -------- |
| Medalha de ouro   | Daniel Poveda         | COL Colômbia          | 44:22.71 |
| Medalha de prata  | Magno Nazaret         | BRA Brasil            | 46:17.44 |
| Medalha de bronze | José Aguilar          | CHI Chile             | 46:25.51 |
| 4                 | Brandon Vargas        | COL Colômbia          | 46:48.73 |
| 5                 | Christofer Jurado     | PAN Panamá            | 47:01.65 |
| 6                 | Orluis Sanabria       | VEN Venezuela         | 47:04.25 |
| 7                 | René Braun            | MEX México            | 47:37.88 |
| 8                 | Ignacio Juárez        | MEX México            | 47:39.01 |
| 9                 | Manuel Ochoa          | GUA Guatemala         | 47:42.39 |
| 10                | Ruben Ramos           | ARG Argentina         | 48:09.85 |
| 11                | Diego Geldrez         | CHI Chile             | 48:27.62 |
| 12                | Pedro Torres          | CUB Cuba              | 48:43.29 |
| 13                | Rodrigo do Nascimento | BRA Brasil            | 48:49.65 |
| 14                | Hugo Callé            | PER Peru              | 49:25.81 |
| 15                | Luis Nolasco          | HON Honduras          | 49:42.18 |
| 16                | Tyler Coe             | TTO Trinidad e Tobago | 50:14.88 |
| 17                | Royner Calle          | PER Peru              | 50:19.22 |
| 18                | Hillard Cinjtje       | ARU Aruba             | 50:39.76 |
| 19                | Pablo Mudarra         | CRC Costa Rica        | 52:29.47 |
| 20                | Jovian Gomez          | TTO Trinidad e Tobago | 55:25.84 |

Legenda
| Recorde mundial                  | Recorde mundial (World record)               |                       | Recorde africano                      | Recorde africano (African) |                                           | Q | Classificado por posição (Qualified) |
| Recorde dos Jogos Pan-Americanos | Recorde pan-americano (Pan-American record)  | Recorde da América    | Recorde da América (Americas)         | q                          | Classificado por melhor tempo (Qualified) |   |                                      |
| Melhor marca do ano              | Melhor marca do ano (World leading)          | Recorde asiático      | Recorde asiático (Asian)              | DNS                        | Não largou (Did not start)                |   |                                      |
| Recorde nacional                 | Recorde nacional (National record)           | Recorde europeu       | Recorde europeu (European)            | DNF                        | Não terminou (Did not finish)             |   |                                      |
| Recorde pessoal                  | Recorde pessoal do atleta (Personal best)    | Recorde da Oceania    | Recorde da Oceania (Oceania)          | DSQ / DQ                   | Desclassificado (Disqualified)            |   |                                      |
| Recorde da temporada             | Recorde da temporada do atleta (Season best) | Recorde sul-americano | Recorde sul-americano (South America) | NM                         | Sem marca (No mark)                       |   |                                      |